# Đám sương khói khổng lồ 1952
Đám sương khói khổng lồ là sự kiện ô nhiễm không khí nghiêm trọng ảnh hưởng đến Luân Đôn trong tháng 11 năm 1952. Từ ngày 4 đến ngày 9 tháng 11 năm 1952 là một giai đoạn thời tiết lạnh, kết hợp với một gió thổi ngược và các điều kiện không có gió, thu thập các chất gây ô nhiễm không khí chủ yếu là từ việc sử dụng than đá để tạo thành một lớp dày của sương mù trên toàn thành phố. Thời điểm này đang là mùa đông, nhiệt độ không khí rất thấp, ẩm ướt và khí áp đè nặng trên bầu trời, làm cho London mấy ngày liền bị mây mù che phủ dày đặc không thấy ánh mặt trời. Hàng ngàn vạn ống khói từ kết quả đốt than đá vẫn nhả khói vào bầu trời, những cột khói đen đặc, nồng độ bụi khói gấp 10 lần bình thường, nồng đồ SO2 gấp 6 lần, Fe2O3 trong khói tác dụng với CO2 trong không khí tạo ra bọt H2SO4, ngưng đọng trong bụi khói thành những đám axit. Đợt sương khói khổng lồ này kéo dài từ ngày thứ năm ngày 4 đến thứ Ba ngày 9 tháng 11 năm 1952, và sau đó phân tán một cách nhanh chóng sau một sự thay đổi của thời tiết.
Mặc dù nó gây ra sự gián đoạn lớn do ảnh hưởng đến tầm nhìn, và thậm chí thâm nhập các khu vực trong nhà, người ta không xem nó là một sự kiện quan trọng vào thời điểm đó bởi vì London có kinh nghiệm nhiều với sương mù trong quá khứ. Tuy nhiên, các báo cáo y tế trong các tuần tiếp theo ước tính rằng 4.000 người đã chết giai đoạn đầu và 100.000 người đã bị bệnh do ảnh hưởng của sương khói lên đường hô hấp. Nghiên cứu gần đây cho thấy rằng số tử vong lớn hơn đáng kể ở khoảng 12.000 người.
Nó được coi là sự kiện không khí ô nhiễm tồi tệ nhất trong lịch sử Vương quốc Anh, và to lớn nhất về tác động của nó về nghiên cứu môi trường, quy định của chính phủ, và nâng cao nhận thức của công chúng về mối quan hệ giữa chất lượng không khí và sức khỏe, sự kiện này đã dẫn đến một số thay đổi trong thực hành và các quy định, bao gồm Đạo luật Không khí sạch 1956.